# F-16に関連する作品の一覧

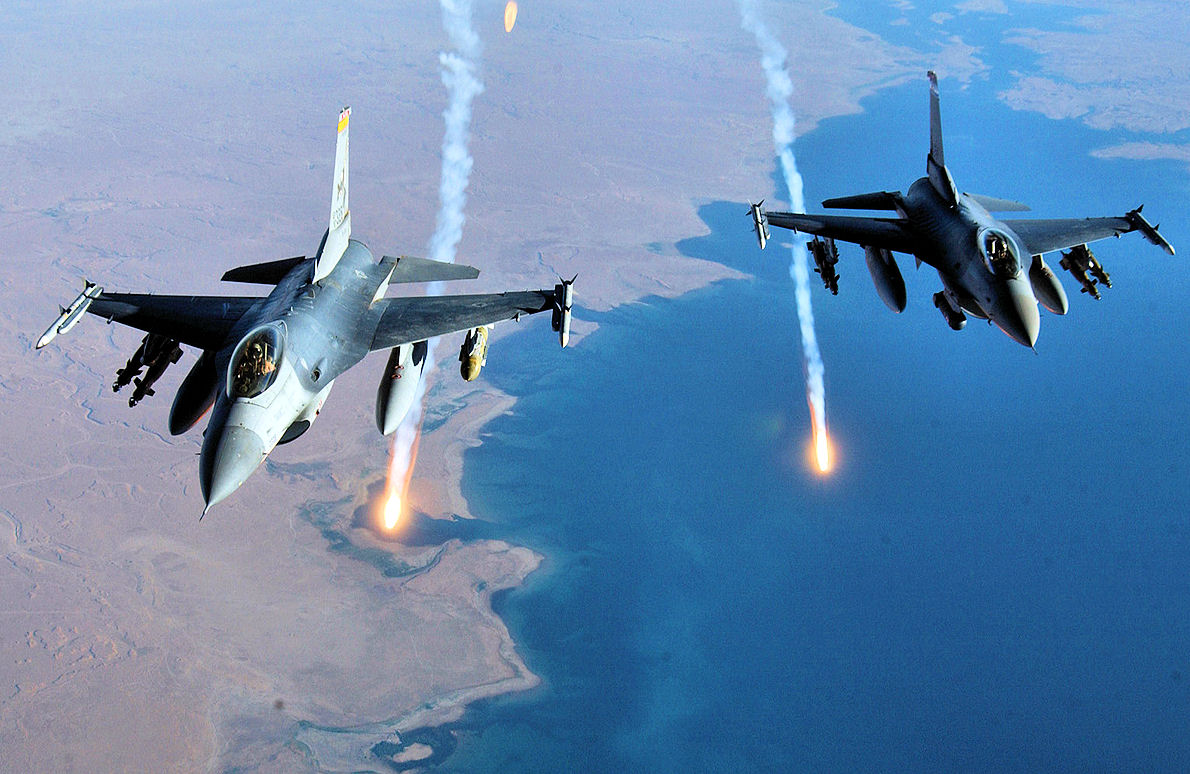
F-16C ファイティング・ファルコン

F-16に関連する作品の一覧（F-16にかんれんするさくひんのいちらん）は、アメリカ合衆国のジェネラル・ダイナミクス社が開発した戦闘機、F-16 ファイティング・ファルコンおよび、試作戦闘爆撃機であるF-16XLをはじめとする系列機に関連する作品の一覧である。

## 映画
『X-MEN2』
主人公たちを追って緊急発進するが、ミュータントのストームが自らの能力で発生させた竜巻に巻き込まれ墜落し、パイロットが脱出前に主人公達の乗る航空機にAIM-9 サイドワインダーを発射する。
『アイアン・イーグル』
訓練生の主人公が父親を救出するためにアメリカ空軍から盗み出す。作中で「アメリカ政府は捕虜の存在はなかったことにした」を理由に米空軍の協力が得られなかったため、この作品のスタッフが製作していたマニア向けのイスラエル空軍を題材としたドキュメンタリービデオから空戦シーンを流用したため、実際に登場する機体はイスラエル仕様のネッツである。また、敵のMiG-21 フィッシュベッドはイスラエル空軍の協力で国籍マークを変更したクフィルが使用された。このシリーズ以降の作品では一部を除き、イスラエル空軍が製作に協力している。
『メタル・ブルー』
「アイアン・イーグル」の続編。中東某国の峡谷に位置するミサイル要塞を、米ソ共同の戦闘機隊で叩く。前作に続き、イスラエル空軍のネッツがアメリカ空軍機役で登場。なお、米空軍との合同でミサイル要塞破壊作戦に参加するソ連空軍のMiG-29 ファルクラム役は、同じくイスラエル空軍所属のF-4E ファントムII戦闘機が演じた。

『イーグル・アイ』
無断発進したMQ-9 リーパーを撃墜すべく攻撃を行おうとするが、MQ-9を制御していた人工知能「アリア」によって、パイロットが強制的にイジェクション・シートで飛ばされてしまう。
『インデペンデンス・デイ』
エイリアンの攻撃によって地上で破壊される。
『宇宙戦争』
丘での戦闘の際にトライポッドを攻撃するべく、F-22やA-10とともに飛来する。
『怪獣大決戦ヤンガリー』
米空軍のイーグル戦隊所属機として登場。市街地に出現したヤンガリーを機銃およびサイドワインダーなどのミサイルで攻撃するが、ヤンガリーが発した磁場によってミサイルの誘導を狂わされた他、命中した攻撃も通じずに終わる。最終的には9機が撃墜された後に、ヤンガリーの敵対性が失われたため攻撃中止を命じられる。
『ゴジラシリーズ』
『ゴジラ』（1984年）
劇中には登場しないが、宣伝ポスターの中にはゴジラを攻撃する日の丸をつけたF-16とサンダーバーズ仕様のF-16が描かれているものがある。
『ゴジラvsメカゴジラ』
国連Gフォース空軍機として、架空の派生型である「F-16改」が登場。FSX支援戦闘機を参考に開発されており、胴体下部にカナード翼を装備している。京都へ向かうゴジラをメーサー戦車隊などからなるGフォース陸軍部隊と連携して鈴鹿山脈で迎撃するが、2機が撃墜される損害を出した後に突破されている。
『ゴジラ ゴジラフェスに現わる』
GフォースのF-16改が登場。数寄屋橋方面へ向かうゴジラを攻撃する。

『大怪獣東京に現わる』
アメリカ軍機および韓国空軍機が登場しており、冒頭ではサンダーバーズ所属機がエアショーで曲技飛行を披露。その後は、米軍機が長野県付近で第一の怪獣を空爆し、怪獣に対する「東アジア三国共同義勇戦線」に参加した韓国空軍機が大邱基地から第一の怪獣がいる福井県へと向かっている。
『デビルスフライト/ウォー・バーズ2/天空を駆ける無敵のF-16』『F-16』
自らを神と信じる青年パイロットが軍に対して反乱を起こすことを企て、核兵器をクフィルに搭載し逃走を試みる。そして、教官のベテランパイロットがF-16に搭乗し、決死の空戦に挑む。劇中ではイスラエル空軍仕様の機体が登場。核攻撃を阻止するためにF-16と戦闘を繰り広げるが、隊長機以外あっさりと撃墜されてしまう。
『トータル・フィアーズ』
ロシア連邦軍のTu-22M バックファイアによる空母攻撃の報復として、ロシア空軍基地を爆撃する。
『トランスフォーマー』
終盤にて基地から出撃する様子が映っているが、戦闘には参加していない。
『トランスフォーマー/リベンジ』
終盤にてディセプティコンを攻撃するためエジプトへと出撃。B-1B ランサーなどと共にディセプティコンに対しJDAMを投下する。
『トランスフォーマー/最後の騎士王』
『白夜』
次世代戦闘機として登場。主人公らがテスト飛行中に搭乗するが、エンジン不良を起こし墜落してしまう。米空軍仕様。
『ブルーサンダー』
主人公の乗るブルーサンダー（架空の最新鋭ヘリコプター）と空軍州兵所属機が市街地で空中戦を行う。ブルーサンダーは改造機を飛行させているがF-16はハセガワの市販プラモデルをベースにしたミニチュアで撮影された。
『メタルウィング』
主人公たちの乗機として登場。敵戦闘機と交戦するも敵前逃亡した末に墜落してしまう。
『スカイ・イーグル』
主人公の乗機として登場。トルコ空軍第132飛行隊、第152飛行隊所属機が登場。

## テレビドラマ・オリジナルビデオ
『24 -TWENTY FOUR-』
シーズン6にて無人偵察機を撃墜する際に緊急発進したということになっているが、名前だけで登場はしていない。
『THE LAST OF US』
第1話に登場。パンデミック発生の直前、上空を3機が通過していく。
『ウルトラシリーズ』
『ウルトラマン80』
第14話にUGM所属機として登場。イトウチーフがヨーロッパエリアから極東エリアに転任する際に搭乗し、その最中にザルドンのテレポート光輪に囚われテレポーテーションしてしまうも、マッハ2での垂直降下により難を逃れる。その後の飛行訓練の際にもイトウチーフが搭乗するが、第15話以降はイトウチーフの乗機がエースフライヤーに移るため、登場しない。
『ウルトラマンになりたかった男』
劇中で撮影が行われている映画『オールウルトラマンVS怪獣軍団』の撮影現場にて、操演される模型として登場。『オールウルトラマンVS怪獣軍団』の劇中ではボスドン率いる怪獣軍団を攻撃し、うち1機はバルタン星人に撃墜されている。
『巨大ヒーロー ヴィクトリアス』
UDR所蔵機として登場。B地区に出現したタイタノスを攻撃すべく出動するが、撃墜される。
『地球防衛少女イコちゃん』
地球防衛隊LTDTの戦闘機としてF-16を基にした架空機「LTDTガード」が登場。主翼と尾翼の形状が原型となったF-16と異なる。市街地に出現したペンタザウルスを攻撃するが全機撃墜される。その後は新たにピッグ・カトラーが配備されるため、登場しない。
また、続編『地球防衛少女イコちゃん2 ルンナの秘密』でも主人公である菅河イコ隊員が訓練の際に搭乗しているが、前作の機体とは水平尾翼の形状に差違がある。

## アニメ・漫画
『アクシデンツ -事故調クジラの事件簿-』
2巻第9話「虚無からの銃弾」に国際共同開発の新型戦闘機として登場。F-15と共に実弾射撃訓練を行う。実機とは異なり、エアインテイクがEF-2000のような長方形型になっている。
『イーグルドライバー』（イーグルドライバー - マンガ図書館Z）
航空自衛隊臨時教官でアメリカ空軍女性パイロットのエッシー・モノグラム少尉の乗機として登場する。
『うる星やつら』
面堂家の私設軍隊の戦闘機として複数回登場。うちテレビアニメ第156話では面堂了子の指揮のもとに30機が水乃小路家攻撃に向かい、水乃小路家防空部と交戦する。OVA「ヤギさんとチーズ」では巨大化した幽霊ヤギをミサイル攻撃するも通じず全滅。映画『うる星やつら いつだってマイ・ダーリン』ではラムらを援護すべくルピカの宇宙船に攻撃を仕掛けている。
『エリア88』
OVA内で不死鳥のチャーリーがYF-16、またはF-16Aの最初期型を使用。
『オメガ7』
韓国空軍機が登場。中国空軍のJ-10などと交戦する。
『機動警察パトレイバー』
初期OVAシリーズ第6話に登場。主翼に日の丸を描いた機体が那覇空港上空を編隊飛行している。
『機動警察パトレイバー 2 the Movie』
ステルス性向上・推力偏向ノズル装備などの改造を施したアメリカ空軍所属の架空機「F-16<改> ナイトファルコン」が作品冒頭にて横浜ベイブリッジを空対艦ミサイルで爆撃、破壊する。また、本作の製作当時にはまだ名称選定中であったFS-X（F-2）が三沢基地第8飛行隊所属のF-16Jとして登場する（こちらは実際にはBADGEシステム上の幻影）。
『ギルティクラウン』
第21話に国連軍機として登場。24区沖に展開した国連軍艦隊の空母に艦載されていたが、恙神涯のヴォイドによる攻撃を受けて空母ごと破壊される。
『第2次朝鮮戦争 ユギオII』（小林源文）
韓国空軍機が登場。南侵する北朝鮮軍機と交戦する。
『戦え!超ロボット生命体トランスフォーマー』
サイバトロン・エアーボット航空戦略家スカイダイブが変形する。
『超時空要塞マクロス THE FIRST』
統合軍所属機として登場しており、劇中では早瀬達がいる南アタリア島航空管制室の管制レーダーの中でVF-0 フェニックスやVF-1 バルキリーへの置き換えが進む中、多数の機影の中にF-16の機影が存在している。
『トランスフォーマー 超神マスターフォース』
デストロン・ゴッドマスターの1人バスターのトランステクターとして登場。
『なるたる』
竜の子タラスクを捕殺するアメリカ軍部隊の1つとして登場。クラスター爆弾での爆撃を行うが、竜の子ヴァギナデンタータによりシーカーを潰されクラスター爆弾が無力化し、数機が撃墜された。
『魔法使いTai!』
OVA版第1話アバンタイトルに登場。複数機がF-22 ラプターとともに宇宙から降下してくる「ツリガネ」を攻撃するも通用せず、パイロットを強制脱出させた後に消滅させられている。
『勇者王ガオガイガー』
第22話に登場。厚木基地で開かれた航空ショーでアクロバット飛行を披露している。

## 小説
『ARIEL』
第11巻に登場。SCEBAI（国立科学研究所）実験航空団が保有するCCV仕様のF-16がSCEBAIの格納庫内に駐機されている。
『軌道傭兵』
第1巻「衛星基地撃破」ではハスミ大佐の連絡機として登場。第4巻「BC弾頭撃墜」ではBC弾頭撃墜用にASATを装備したF-16をハスミ大佐が操縦する。
『交戦規則ROE』
終盤に韓国空軍所属機が登場。平壌直轄市へ単機での渡洋爆撃を行った航空自衛隊のF-4EJ改を追撃し、撃墜命令を出されていたが、直前で攻撃命令を取り消されたため事なきを得る。
『中国完全包囲作戦』（文庫名：『中国軍壊滅大作戦』）
アメリカ空軍のF-16E/Fが登場し、紅軍対空部隊に対してジャミングを仕掛けるほか、空対地ミサイルを発射した後にMLRS用の誘導レーザーの照射を行う。
『ネオ・ゼロ』
北朝鮮の核施設爆撃を終えて帰還するネオ・ゼロ（FSX-90）と米空軍の3機のF-16が日本海で空中戦を行う、ネオ・ゼロ（FSX-90）の「サイドワインダー改」空対空ミサイルによって将軍の乗っていたF-16が撃墜されるも、残りの2機によってネオ・ゼロ（FSX-90）を撃墜する。
『要塞シリーズ』
第1作「ニセコ要塞1986」では、IBM空軍（日本列島防衛軍）の戦闘機としてF-16XLをモデルとした「F16G」という架空機が登場。次作の「十和田要塞1991」でも同様にIBM空軍機として登場する。
『妖精作戦』
第3巻「カーニバル・ナイト」に三沢基地所属のF-16Cが登場。SCFに機体のみ徴用され、SCFが編成した「ミレニアム・ファルコン」隊の乗機として、国立市で行われる「カーニバル・ナイト」作戦に参加。私立探偵、平沢千明が乗るMe163B コメートと交戦する。
『フルメタル・パニック！』
第1巻「戦うボーイ・ミーツ・ガール」に韓国空軍機が登場。ハイジャックされ北朝鮮へと向かう、都立陣代高校の修学旅行生らを乗せた旅客機にスクランブルをかける。那覇行きの便から韓国軍機を目撃したことで、宗介と信二は乗機が航路を外れている異常を察知する。アニメ版では政治的配慮から、機体の行き先が北朝鮮ではなく、ハンカ自治州という架空の国に変わっており、F-16の所属も国連軍機に変更されている。

## ゲーム
『F/A』
F-16AFTIがプレイヤー機として使用可能。
『Falcon 4.0』
F-16のフライトシミュレーション。本格的に遊ぼうとすると実機の知識がかなり必要になる。
『Just Cause 2』
「F-33 DragonFly Jet Fighter」の名称で本機とSu-34 フルバックが混ざった外見の戦闘機が登場する。
『Lock On: Modern Air Combat』
各種現代ジェット戦闘機・攻撃機が登場するコンバットフライトシミュレーション。プレイヤー操縦機体ではないが、F-16AおよびCがAI専用機体として登場し、プレイヤーの友軍機あるいは敵軍機として戦闘に参加可能。
『Digital Combat Simulator』
「Lock On: Modern Air Combat」の続編にあたる最新のコンバットフライトシミュレーションで、有料機体アドオン・モジュール「DCS: F-16C Viper」の追加導入により本機の操縦が可能となる。F-16Cの飛行特性・コックピットと兵装の操作を忠実に再現したフライトシミュレータ。早期アクセス中のため未実装機能が多く、空対地兵装はペイブウェイを除く誘導兵器が未実装となっている。
またF-16C (Block50d/52d)がAI専用機体として登場し、プレイヤーの友軍機あるいは敵軍機として戦闘に参加可能。

『Project Reality（BF2）』
近接航空支援機（CAS）としてアメリカ軍とオランダ軍にF-16C（Block 30B/32B）、イスラエル国防軍F-16C Barak（Block 30/40）が登場する。
装備はAN/ALE-50 チャフフレア、M61 20mmバルカン、AIM-9 Sidewinder短距離空対空ミサイル、AIM-120 AMRAAM視程外射程空対空ミサイル、Mk.81 250ポンド爆弾。
『Wargame Red Dragon』
NATO陣営のNATOデッキ、アメリカ軍デッキで使用可能な航空機として登場する。NATOデッキにはF-16A Block 15が、アメリカ軍デッキにはF-16A・F-16C・F-16C Block 52が登場する。
『War Thunder』
2022年12月20日配信のアップデート「Apex Predators」において米空軍、イスラエル軍、イタリア軍、台湾軍のA型が実装された。
2023年02月25日にF-16AJという架空機の実装が公表された。当時の性能面ではAIM-7の運用できるF-16A/B　block10相当の機体で純粋な実機でのカタログスペックは、同じく最初期型を輸入して導入したイスラエル軍のF-16A/Bと同じ程度である。
『World in Conflict』
アメリカ軍の兵器として登場。航空支援を要請した時のみ出現する。
『エースコンバットシリーズ』
『エースコンバット』『エースコンバット2』
敵機および自機として登場する。
『エースコンバット3』
自機及び敵機として架空の発展形である「F-16XF ジャーファルコン」と「F-16XA セイカ―ファルコン」が登場する。F-16XFはYF-16 CCVのようにエアインテーク下にカナード翼を装備した機体で、F-16XAはF-16XLと同じくダブルデルタ翼を採用したマルチロール機である。また、双方ともにコフィンシステムを搭載している。
『エースコンバット04』
『エースコンバット5』
『エースコンバットZERO』
F-16CとF-16XLが登場する。F-16Cは中盤から合流する味方であるクロウ隊のPJも使用しているほか、更に敵戦闘機部隊である「ズィルバー隊」の隊員が4機の塗装の異なるF-16Cを、「ウィザード隊」の隊員が4機の塗装の異なるF-16XLをそれぞれ使用している。
『エースコンバットX』
『エースコンバット6』
F-16Cが登場する。今作では初期機体として使用可能。DLC特殊カラーとして味方部隊であるウィンドホバー隊仕様、『エースコンバットZERO』の味方パイロットであるPJ仕様、『エースコンバット2』のスカーフェイス隊仕様、『エースコンバット2』の仕様を再現したもの、『エースコンバット5』のラーズグリーズ隊仕様、『アイドルマスター』の双海真美が描かれた機体が配信されている。真美仕様機には「一度ロール操作をすると、他の操作をするまでロールが止まらなくなるが、ロール中は高度変化しない」という特徴が、『エースコンバット2』仕様機には特殊兵装が装備できないという特徴がそれぞれ存在する。
『エースコンバットX2』
『エースコンバット アサルトホライゾン』
『エースコンバット3D』
『エースコンバット∞』
F-16C、F-16XL、F-16Fが登場する。また、『エースコンバット6』に登場した双海真美のF-16が、真美の姿を『アイドルマスター2』以降のものに改めて限定配信された。『エースコンバット6』の真美仕様機に存在した「一度ロール操作をすると他の操作を入力するまでロールが止まらない」という強い癖が無くなったが、代わりに旋回中横滑りする。
『エースコンバット7』　
自機、味方機及び敵機としてF-16Cが登場する。今作においても、初期機体としてプレイ開始と同時に使用可能になる。後に配信された、有料DLC「Experimental Aircraft Series」にて、F-16XLがプレイアブル機として追加された。

『凱歌の号砲 エアランドフォース』
日本を占拠したアメリカ海軍の機体として登場。プレイヤーも購入して使用できる。
『グランド・セフト・オートシリーズ』
『GTASA』
本機とAV-8B ハリアーIIをモデルにした戦闘機が「Hydra」の名称で登場する。
『GTAV』
本機とF-35 ライトニングIIをモデルにした戦闘機が「P-996 レーザー」の名称で登場する。

『ジャストコーズ3』
「U-7 DRAVEC」という名称で登場する。機首周りはF-16だが全体的な形状はF/A-18 ホーネットに近い。投下爆弾の他、ロケットポッドを使用できる。
『スカイターゲット』
F-16Cがプレイヤー機として使用可能。
『ストリートファイターII』
アメリカ空軍パイロットの軍人ファイター、ガイル少佐の愛機。彼のホームステージでは、背景に駐機中のF-16が確認できる。
『大戦略シリーズ』
アメリカ陸空軍タイプやNATOタイプなどの生産型にF-16が登場し、プレイヤーも生産・購入して使用できる。1990年頃の古いバージョンでは、当時のF-16の性能を反映して安価だが空対空戦闘能力が低い（空対空ミサイルの射程が短い・攻撃順が遅い・携行弾数が少ない）などの性格付けが見られる。
『フィクショナル・トルーパーズ』
メカール共和国軍のランク3として使用可能。初期型のため、第2世代型サイドワインダーのみ使用可能。
『メタルギアソリッド』
物語冒頭に名前のみ登場する。米空軍がソリッド・スネークを潜入させるための陽動作戦として2機を出撃させたが、リキッド・スネークの操縦するMi-24D ハインドDにあっさりと撃墜される。
『萌え萌え大戦争☆げんだいばーん』
イスラエル軍の鋼の乙女「ナタリー」のモデルになっている。

## テレビコマーシャル
クラウンタクシー
1987年。大阪府のタクシー会社。乗務員募集のＣＭに登場。

## その他
『ノーラッド・トラックス・サンタ』
アメリカ空軍のF-16が、毎年のクリスマス・イヴに行われる、アメリカ上空を飛行するサンタクロースのそりの追跡とエスコートに参加しており、機上からサンタの写真を撮影することもあるとされている。

## 模型（組み立てが必要なものや完成品）など
プラモデルに関しては、Block 15の実機登場直後に製品化され実機の改修に合わせてF110搭載機のノズルやMCID、ブラキートの背面ハンプバックなどの部品を追加して現在も市場で流通しているハセガワの 1/48 や 1/72 のF-16や、再現度の高さから実機のメーカー関係者を驚かせた LS の 1/144の F-16XLなどの古くからの定番キットや、2000年前後から相次いで発売されたアカデミー（1/72 と 1/32の単座型Block 4X/5X、KF-16）やタミヤ（1/48の単座型 Block 25 から 5X と 1/32 の単座型 Block 30/50）、レベル（1/72 の Block 4X/5X）と言ったメジャーな模型メーカーや、キネティック（1/48の単座型 Block 15MLU と 1/48の複座型 Block 4X/5X、パッケージの機体では使わない部品が多数同梱）の様に新規参入の企業など、複数の模型メーカーから機体のキットが発売されている。
　CMKやアイリス、エディュアルドなどのサードパーティー製の改造キットや他社製品からの部品の移植、Eagle StrikeやTwobobsなどの別売りや自作デカールを駆使する事により、主要な形式や運営組織、ゲームやアニメ、コミックをネタにした痛戦闘機も製作可能である。
　アイドルマスタープロジェクトでは、双海真美（双子姉妹の双海亜美は、F-2）の塗色である。
　完成品は、Witty wingsやドラゴン、PLATZなどから発売されており、よほど特殊な物（F-16/79やCFTを装備するF-16E/Fなど）やサイズ、メーカーを希望しなければ、入手は容易である。
　コンフォーマル・タンク装備機もハセガワから、F-16I スーファ が模型化されている。

## 実機資料

### 単行本・ムック形式
- 『F-16 ファイティングファルコン 最先端テクノロジー機のすべて』ビル・ガンストン著、浜田一穂訳、原書房、1996年。ISBN 4-562-02764-9。
開発史とメカニズム解説
- 『航空ファン別冊 航空ファンイラストレイテッド No10 F-16ファイティング・ファルコン』文林堂
開発史とメカニズム解説、写真集
- 『航空ファン別冊 航空ファンイラストレイテッド No70 F-16ファイティング・ファルコン』文林堂
- 『世界の名機シリーズ F-16 ファイティング・ファルコン』イカロス出版、2009年。ISBN 4-86320-245-8。
機体性能、各種バリエーションの違いを豊富な写真を交えて総合的に解説したムック。
- 『Lockheed F-16 A/b/c/d Fighting Falcon』ダニー・コールドマン撮影/監修 DACO Books
図面と写真集。
  - （日本語訳）『ロッキード マーチン F-16 A/B/C/D （DACOシリーズ―スーパーディテールフォトブック）』ダニー・コレマンズ著、後藤仁訳、大日本絵画、2013年。ISBN 978-4-499-23124-4。
- 『F-16I“スーファ”イスラエル空軍 （エアクラフトインディテールシリーズ）』アナン・ウェイス著、後藤仁訳、大日本絵画、2012年、ISBN 978-4-499-23105-3。
写真集、塗装図。
- 『F-16 完全マニュアル （Owners' Workshop Manual）』スティーブ・デイビス著、佐藤敏行訳、イカロス出版、2015年。ISBN 978-4-802-20051-6。
写真集、フライトマニュアル解説。